# Dolmen des Petits-Fradets
El Dolmen des Petits-Fradets, també conegut com a Maison de la Gournaise, és un dolmen del Neolític situat a la comuna francesa de L'Île-d'Yeu. Va ser declarat Monument historique en 1889.